# Aethalina asaphes
Aethalina asaphes är en fjärilsart som beskrevs av Turner 1902. Aethalina asaphes ingår i släktet Aethalina och familjen nattflyn. Inga underarter finns listade i Catalogue of Life.